# 第10屆金音創作獎
第10屆金音創作獎是2019年臺灣創作音樂的年度盛事之一，以表揚年度傑出的臺灣創作音樂從業人員。

## 評審團
主席：五月天瑪莎

## 入圍暨得獎名單
以表示得獎者

### 評審團獎
落差草原WWWW

### 特別貢獻獎
黃韻玲

## 外部連結
- 第10屆金音創作獎入圍名單 （页面存档备份，存于），文化部影視及流行音樂產業局.2019-10-03
- 第10屆金音創作獎得獎名單.文化部影視及流行音樂產業局.2019-11-16